# Trixomorpha tenebrosa
Trixomorpha tenebrosa är en tvåvingeart som först beskrevs av Walker 1859.  Trixomorpha tenebrosa ingår i släktet Trixomorpha och familjen parasitflugor. Inga underarter finns listade i Catalogue of Life.